# C/2013 G7 (Макнота)
C/2013 G7 (Макнота) — одна з довгоперіодичних комет. Відкрита 13 квітня 2013 року Робертом Макнотом. На момент відкриття мала зоряну величину 18,1.